# WRB – Bruck bis Schwechat
Die Dampflokomotiven „BRUCK“ bis „SCHWECHAT“ waren acht Personenzuglokomotiven der Wien–Raaber (Gloggnitzer) Eisenbahn (WRB).
Als Folgelieferung im Anschluss an die „ADLITZGRABEN“ und „KAISERBRUNN“ lieferte die werkseigene Maschinenfabrik, die spätere Lokomotivfabrik der StEG, etwas stärkere, leicht veränderte „Kleine Gloggnitzer“ an die WRB.
Sie bekamen die Namen „BRUCK“, „WIESELBURG“, „HIMBERG“, „VELM“, „LANZENDORF“, „NEUSIEDL“, „HAINBURG“ und „SCHWECHAT“.
1853 kamen die „BRUCK“, die „HIMBERG“ und die „VELM“ zur Östlichen Staatsbahn (ÖStB), von der sie auch noch zur Staats-Eisenbahn-Gesellschaft (StEG) als Nr. 75–77 kamen und 1865 ausgemustert wurden.
Die restlichen fünf Exemplare zur Südlichen Staatsbahn (SStB).
Diese kamen auch noch zur Südbahn, die ihnen die Nummern 244–246 und 250–251 (später 247–248) und die Reihennummer 5 (ab 1864 Reihe 11) gab.
Sie wurden von 1869 bis 1870 ausgemustert.